# بخش مرکزی شهرستان البرز
بخش مرکزی شهرستان البرز یکی از بخش‌های شهرستان البرز در استان قزوین ایران است.

## تقسیمات کشوری
- بخش مرکزی شهرستان البرز :
  - دهستان پیر یوسفیان
  - دهستان نصرت آباد

شهر: الوند

## جمعیت
بنابر سرشماری مرکز آمار ایران، جمعیت بخش مرکزی شهرستان البرز در سال ۱۳۹۵ برابر با ۱۰۳٫۹۶۲ نفر (۳۲٫۰۲۴ خانوار) بوده است.